# Josep Bartomeu i Granell
Josep Bartomeu i Granell   (Reus, 1888 - Barcelona, 1980) fou un enginyer i mecenes català.

## Biografia
Fou fill de Josep Bartomeu i Baró (Reus*- Barcelona 1941) i de la seva esposa, Teresa Granell i Manresa (Barcelona *-1915), filla del mestre d'obres Jeroni Granell i Mundet (1834-1889) i germana de l'arquitecte Jeroni Ferran Granell i Manresa (1867-1931).
A la seva residència a Pedralbes, d'un típic estil noucentista, anomenada El Jardí dels Tarongers, decorada amb pintures de Francesc d'A. Galí i Antoni Vila Arrufat, entre d'altres, hi organitzà amb gran periodicitat concerts i representacions d'òpera, d'accés gratuït, entre 1948 i 1959. Els intèrprets eren professionals de gran nivell i tot en l'organització era extremadament acurat. El responsable artístic de moltes d'aquestes vetllades fou el músic i editor Enric Climent i Viñas. De vegades les sessions tenien un denominador comú, com la sèrie que va dedicar a les òperes que feu representar protagonitzades pel personatge d'Orfeu.
De fet, el 10 de juliol de 1955, va tenir lloc a la Sala Vila Arrufat de Can Bartomeu el debut de Montserrat Caballé a Barcelona, segurament recomanada per Conxita Badia.
Obert a totes les estètiques de la música clàssica allà es donaren a conèixer, al costat de música romàntica, barroca o anterior, certes obres de Satie, Arnold Schönberg i altres compositors de la música del segle XX poc prodigats aleshores en el repertori habitual.
També oferí al públic obres antigues exhumades després de segles d'oblit, com l'òpera catalana barroca La Mérope de Domènec Terradelles. Alguns compositors li dedicaren partitures inèdites, com Manuel Blancafort (Quartet de Pedralbes) o Narcís Bonet, que escriví un Himne en acció de gràcies sobre text del mateix Bartomeu (1958). Els programes d'aquells concerts i representacions, sempre publicats en català -fet que costà a l'organitzador diverses sancions econòmiques- i impresos en paper bo, són un bon exemple de les arts gràfiques de l'època; n'hi ha una col·lecció completa a la Biblioteca de Catalunya. La seva fou una iniciativa que va permetre mantenir i elevar el nivell de qualitat de la vida musical catalana en temps del franquisme, un exponent molt destacat del paper de la societat civil.
El Jardí dels Tarongers, a la mort de Bartomeu, esdevingué el Centre d'Estudis Musicals de la Generalitat de Catalunya, fins que anys després el seu contingut bibliogràfic -l'original i el que s'hi afegí- passà a la Biblioteca de Catalunya, i el casal i el seu jardí restaren a disposició de nous usos.